# Dobra inframamária
Dobra inframamária (IMF), vinco inframamário ou linha inframamária é a característica da anatomia humana que é a fronteira natural de um seio e logo abaixo, o lugar onde o seio e o peito se encontram. A escolha do termo depende da proeminência da característica. É também algumas vezes chamada de ligamento inframamário. Do ponto de vista cosmetológico é um importante componente estético do seio, que deve ser levado em consideração durante os vários tipos de cirurgia de seio.
Histologicamente, foi revelado que a dobra inframamária é uma estrutura dermal intrínsica que consiste de sequências regulares de colágeno mantidas no lugar por um especializado sistema superficial fascial. A dobra é formada pela fusão of the superficial e mamária faciae.